# さしこのくせに〜この番組はAKBとは全く関係ありません〜
『さしこのくせに〜この番組はAKBとは全く関係ありません〜』（さしこのくせに このばんぐみはエーケービーとはまったくかんけいありません）は、TBSと大分放送で2011年1月から同年9月まで放送されていたバラエティ番組。在籍当時AKB48メンバーでは初の単独冠番組となった。副題とは異なり、実際にはAKB48関連や派生ユニット、メンバーの宣伝や企画参加も実施されていた。

## 概要
当時在籍していたAKB48一のへたれキャラである指原莉乃の単独冠番組。「さしこ育成バラエティ」と銘打ち、司会を務める土田晃之の指示の下、指原を立派なアイドルに育て上げるためにさまざまなチャレンジを行う。チャレンジする際の服装はジャージが基本。チャレンジの様子は「さしこ審議委員会」によって毎週評価を下され、あまりにも評価が低ければ番組は即打ち切りとなる。
公式携帯サイトから視聴者も投票することができるが、投票には月額制の有料会員登録と1投票につき50pt（50円相当）のポイントが必要となる。第5回放送ではこの投票がそのまま「番組存続希望」の投票となり、指原の携帯サイトを運営している番組スポンサーのサイバード自身が出演して「3月末までに携帯サイトへ3万票（150万円相当）を獲得しなければ番組打ち切り」という課題を与えている。放送内では「指原の人気を獲得するため」としており、放送から20時間ほどでクリアされたが、視聴者からは「ファンを利用した金集めではないか」との強い批判の声があり、放送倫理・番組向上機構の「放送と青少年に関する委員会」でも取り上げられた。この批判についてサイバードは「賛否両論があり、今後に生かす所存」とした。また、この件では秋元康から「痛烈なお叱り」を受けたが、その理由について同社の広報担当者は「お答えできない」とした。
前述した評価はおおむね「よく頑張った」と高評価であったが、第12回放送「銀だこアルバイト」ではあまりの指原の態度の悪さと常識の無さに番組への苦情が殺到した。これを受けて、第17回放送で「指原社会勉強企画・マナー教室初体験」が行われることとなった（番組内VTRで解説）。また、当時の築地銀だこの指導者は最終企画のさしこ裁判で再登場し「あの放送以来アルバイトに舐められるようになった」と述懐している。

## 放送リスト
| 回   | 放送日  | 放送内容                                                                                    | ゲスト | 全力コーナー                                                         |
| ---- | ------- | ------------------------------------------------------------------------------------------- | --- | -------------------------------------------------------------------- |
| 1    | 1月12日 | - 前田×指原対談 - さしこ お笑い芸人と大喜利対決                                             | 前田敦子、360°モンキーズ インスタントジョンソン | -                                                                    |
| 2    | 1月19日 | - 前田×指原対談 - さしこ お笑い芸人と大喜利対決                                             | 前田敦子、360°モンキーズ インスタントジョンソン | -                                                                    |
| 3    | 1月26日 | - 突撃! 隣のファンごはん                                                                    | - | -                                                                    |
| 4    | 2月2日  | - オリジナル商品開発・新作ロールキャベツBEST5 - Not yetの楽屋に突撃                         | Not yet | -                                                                    |
| 5    | 2月9日  | - さしこに予告寝起きドッキリ - スポンサーから緊急召集                                       | - | -                                                                    |
| 6    | 2月16日 | - 番組継続をかけた投票の重大発表（16日） - 戦場カメラマン 渡部×指原対談 - Not yet特別PR企画 | 渡部陽一 Not yet | 寝返り                                                               |
| 7    | 2月23日 | - 番組継続をかけた投票の重大発表（16日） - 戦場カメラマン 渡部×指原対談 - Not yet特別PR企画 | 渡部陽一 Not yet | 蕎麦                                                                 |
| 8    | 3月2日  | - ダチョウ倶楽部リアクション講座 - 突撃!隣のファンごはん 第2弾                              | ダチョウ倶楽部 | モノマネ                                                             |
| 9    | 3月9日  | - ダチョウ倶楽部リアクション講座 - 突撃!隣のファンごはん 第2弾                              | ダチョウ倶楽部 | 朗読                                                                 |
| -    | 3月16日 | 東北地方太平洋沖地震（東日本大震災）関連報道特別番組の放送により休止                        | 東北地方太平洋沖地震（東日本大震災）関連報道特別番組の放送により休止 | 東北地方太平洋沖地震（東日本大震災）関連報道特別番組の放送により休止 |
| 10   | 3月23日 | - グルメレポートに挑戦 - 指原体力測定企画                                                   | 彦摩呂 | 鍋焼饂飩                                                             |
| 11   | 3月30日 | - グルメレポートに挑戦 - 指原体力測定企画                                                   | 彦摩呂 |                                                                      |
| 12   | 4月6日  | - 築地銀だこでアルバイト(6日) - ちょっとスベる話                                            | 小林秀樹（築地銀だこ 店長） 神奈月、小出真保（麦芽） マシンガンズ、風藤松原 |                                                                      |
| 13   | 4月13日 | - 築地銀だこでアルバイト(6日) - ちょっとスベる話                                            | 小林秀樹（築地銀だこ 店長） 神奈月、小出真保（麦芽） マシンガンズ、風藤松原 |                                                                      |
| 14   | 4月20日 | - 築地銀だこでアルバイト(6日) - ちょっとスベる話                                            | 小林秀樹（築地銀だこ 店長） 神奈月、小出真保（麦芽） マシンガンズ、風藤松原 |                                                                      |
| 15   | 4月27日 | - 北原×指原 意地の十番勝負 - 愚痴聞きRoom                                                   | 北原里英 | モノマネ                                                             |
| 16   | 5月4日  | - 北原×指原 意地の十番勝負 - 愚痴聞きRoom                                                   | 北原里英 |                                                                      |
| 17   | 5月11日 | - 指原社会勉強企画・マナー教室初体験                                                        | - | 全力再現                                                             |
| 18   | 5月18日 | - 武蔵小山商店街で土田を接待                                                                | - | -                                                                    |
| 19   | 5月25日 | - 野呂×指原 番組MCをかけての勝負 - 野呂かよっ                                               | 野呂佳代（SDN48） すぎ（インスタントジョンソン） | -                                                                    |
| 20   | 6月1日  | - 野呂×指原 番組MCをかけての勝負 - 野呂かよっ                                               | 野呂佳代（SDN48） すぎ（インスタントジョンソン） | -                                                                    |
| 21   | 6月8日  | - ツッコミに挑戦                                                                            | 松尾陽介、加藤歩（ザブングル） 吉村崇（平成ノブシコブシ） 福田充徳（チュートリアル）                                                                                           | -                                                                    |
| 22   | 6月15日 | - ツッコミに挑戦                                                                            | 松尾陽介、加藤歩（ザブングル） 吉村崇（平成ノブシコブシ） 福田充徳（チュートリアル）                                                                                           | -                                                                    |
| 23   | 6月22日 | - テーブルマナー教室                                                                        | - | -                                                                    |
| 24   | 6月29日 | - 土田とビリヤード対決                                                                      | - | -                                                                    |
| 25   | 7月6日  | - 密室からの脱出ゲーム                                                                      | - | -                                                                    |
| 26   | 7月13日 | - ドッキリ演技力チェック                                                                    | Not yet | -                                                                    |
| 27   | 7月20日 | - SHIBUYA 109店員に挑戦                                                                     | 鈴木小百合 | -                                                                    |
| 28   | 7月27日 | - さしこ vs 子役 演技バトル                                                                 | 春名風花、嶋田乃麻 | -                                                                    |
| 29   | 8月3日  | - アキバ一受けたい授業 - 指原vsライブアイドル軍団                                           | ひびかな、秋山えりか、牡丹（大和撫子）、ゅんゅん、FICE、木ノ下ゆり、FullMooN.13、マカロンジャパン、 りぼん-T、大島はるな、ヒオキタマオ、森永まみ、桃園桃、栗樹いずみ、姫乃たま | -                                                                    |
| 30   | 8月10日 | - アキバ一受けたい授業 - 指原vsライブアイドル軍団                                           | ひびかな、秋山えりか、牡丹（大和撫子）、ゅんゅん、FICE、木ノ下ゆり、FullMooN.13、マカロンジャパン、 りぼん-T、大島はるな、ヒオキタマオ、森永まみ、桃園桃、栗樹いずみ、姫乃たま | -                                                                    |
| 31   | 8月17日 | - 開運術UP                                                                                  | 内川あ也 | -                                                                    |
| 32   | 8月24日 | - トーク育成企画 ちょっと怖い怪談話                                                         | 唐松範夫（亀有香取神社宮司）、BBゴロー、すぎ（インスタントジョンソン）、吉本純（やさしい雨）、橋爪ヨウコ、山口敏太郎、ぁみ（ありがとう）                                       | -                                                                    |
| 33   | 8月31日 | - トーク育成企画 ちょっと怖い怪談話                                                         | 唐松範夫（亀有香取神社宮司）、BBゴロー、すぎ（インスタントジョンソン）、吉本純（やさしい雨）、橋爪ヨウコ、山口敏太郎、ぁみ（ありがとう）                                       | -                                                                    |
| 34   | 9月7日  | - 東京目利きぃパーク                                                                        | インスタントジョンソン | -                                                                    |
| 35   | 9月14日 | - 自分クイズに挑戦                                                                          | - | -                                                                    |
| 36   | 9月21日 | - 指原被害者の会・指原裁判                                                                  | ファズル・マハムド・ムクタ（裁判官役） 野呂佳代、前田敦子 大島優子、北原里英、 ダチョウ倶楽部、BBゴロー すぎ（インスタントジョンソン）、ヒオキ、藤野賢宏、小林秀樹             | -                                                                    |
| 最終 | 9月28日 | - 指原被害者の会・指原裁判                                                                  | ファズル・マハムド・ムクタ（裁判官役） 野呂佳代、前田敦子 大島優子、北原里英、 ダチョウ倶楽部、BBゴロー すぎ（インスタントジョンソン）、ヒオキ、藤野賢宏、小林秀樹             | -                                                                    |

## スタッフ
- ナレーター：山田真一
- 構成：武田郁之輔、八代丈寛（ファクト）、福田晶平
- カメラ：磯野伸吾（極東電視台）
- 音声：松橋利行
- メイク：瀬戸智賀子（COS-Pa*）
- 編集：原健一郎（ザ・チューブ）
- MA：阿世知貴彦（ザ・チューブ）
- 音効：松田創（Thee BLUEBEAT）
- TK：伊藤美紀
- タイトル・CG：アイヴリックスタジオ
- 協力：AKS
- 企画協力：磯野太（太田プロダクション）
- 編成：秤淳一郎
- AD：藤野賢宏
- AP：岬千鶴
- ディレクター：植木一実、吉田慎治、奈須亮三（ホールマン）

## 使用楽曲
AKB48やNot yet関連の楽曲を適宜使用している。

## ネット局
| 放送地域   | 放送局    | 系列    | 放送日時                     | 備考     |
| ---------- | --------- | ------- | ---------------------------- | -------- |
| 関東広域圏 | TBSテレビ | TBS系列 | 水曜 1:25 - 1:55（火曜深夜） | 制作局   |
| 大分県     | 大分放送  | TBS系列 | 月曜 0:50 - 1:20（日曜深夜） | 19日遅れ |